# Escapologia

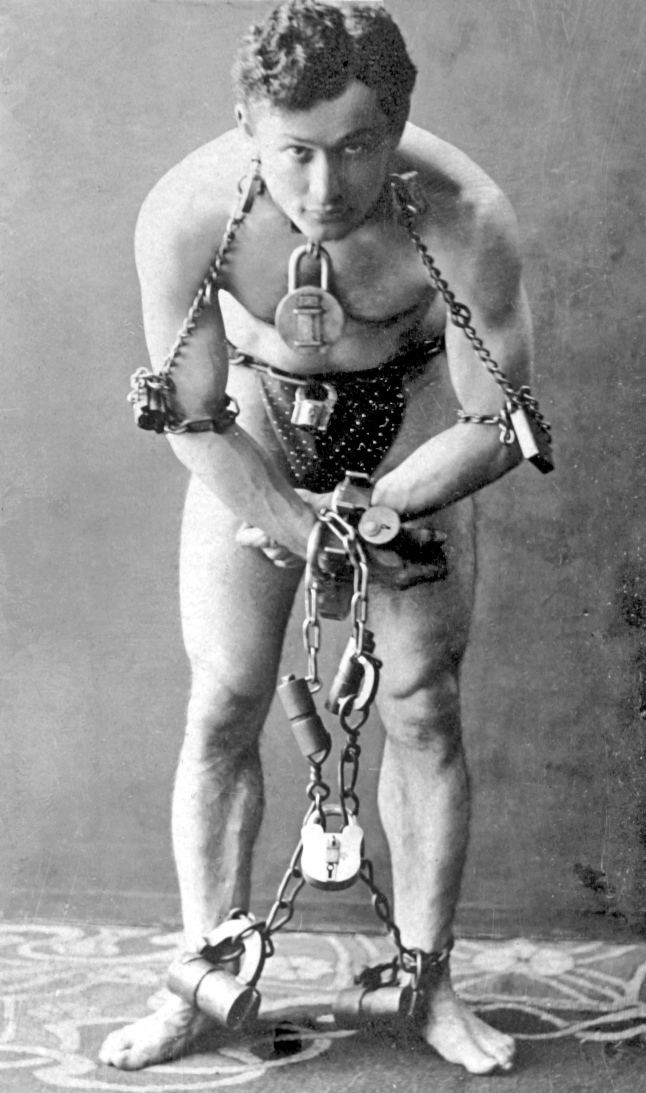
Harry Houdini, escapista e ilusionista famoso.

Escapologia é a prática de escapar de amarras ou armadilhas. O termo escapologista serve para classificar pessoas que escapam de algemas, camisas-de-força, celas, caixões, caixas, barris, sacos, incêndios, tanques e outros. Entre os artistas famosos, cita-se Harry Houdini.